# دينو موريا
دينو موريا (بالهندي : डीनो मोरिया, kannada : ಡಿನೋ ಮೋರಿಯಾ) هو ممثل هندي ولد في 9 ديسمبر 1975 في البنغال من أب إيطالي وأم هندية، وقد اشتهر بعد تمثيله سنه 2002 في فيلم راز (بالإنجليزية: Raaz)‏ لفيكرام بهات.
أول فيلم قام فيكرام بهات بالتمثيل فيه هو فيلم بيار مين كابهي كابهي (بالهندية: Pyaar Mein Kabhi Kabhi)، كما مثل دورا صغيرا في فيلم كانديكونداين كانديكونداين (بالإنجليزية: Kandukondain Kandukondain)‏ للمخرج راجيف مينون.
دينو موريا اشتهر أخيرا بعد التمثيل في فلم راز مع الممثلة الهندية الشهيرة بيباشا باسو وقد مثل في عدة أفلام أخرى منها باز (بالهندية: Baaz) مع النجمة كاريشما كابور وسونيال شيتي، كما شارك في فيلم حب مستحيل رفقة النجمة بريانكا تشوبرا والنجم الأخر أوداي تشوبرا.

## روابط خارجية
- دينو موريا على موقع IMDb (الإنجليزية)
- دينو موريا على موقع ألو سيني (الفرنسية)
- دينو موريا على موقع أول موفي (الإنجليزية)
- دينو موريا على موقع قاعدة بيانات الفيلم (الإنجليزية)
- دينو موريا على موقع كينوبويسك (الروسية)